# Takeo Hiranuma
Takeo Hiranuma (平沼 赳夫, Hiranuma Takeo), né le 3 août 1939 à Shibuya (Tōkyō) au Japon, est un homme politique japonais.

## Biographie

### Jeunesse et formation
Takeo Hiranuma est adopté enfant par le frère du grand-père de sa mère, Kiichirō Hiranuma, en même temps que son père et sa mère (toute la famille ensemble). Kiichirō Hiranuma, partisan de l'impérialisme japonais en Asie, du Shintō d'État et d'une dictature dominée par les grands industriels, l'aristocratie et les militaires, fut premier ministre du Japon du 5 janvier au 30 août 1939, il n'était pas marié et n'avait pas d'enfants.
Hiranuma étudie à l'université Keiō où il obtient un baccalauréat en droit puis travaille dans le secteur privé pendant onze ans au sein du groupe industriel Nittō Bōseki. Il devient ensuite assistant des hommes politiques Ichiro Nakagawa (en) et Eisaku Satō, deux figures du parti libéral-démocrate (PLD) au pouvoir. Par deux fois, il se porte sans succès candidat à un siège à la Chambre des représentants du Japon : en 1976, candidat en tant qu'indépendant, il arrive en neuvième et dernière position pour cinq sièges à pourvoir au vote unique non transférable pour l'ancien 1er district de la préfecture d'Okayama et en 1979, cette fois-ci avec l'étiquette du PLD, il arrive septième sur dix candidats. Il est finalement élu en 1980, arrivant en tête parmi les neuf candidats. 

## Carrière politique
De 1980 à 1996, il est député élu au vote unique non transférable pour l'ancien 1er district de la préfecture d'Okayama (la moitié est de la préfecture, y compris sa capitale Okayama). Depuis 1996, il est élu député au scrutin uninominal majoritaire à un tour pour le 3e district de la préfecture d'Okayama (soit une partie de l'arrondissement de Higashi dans la partie orientale de la ville d'Okayama, et la moitié est de la préfecture). Au sein du PLD, il adhère dans un premier temps à la faction fondée en 1979 par son mentor Ichirō Nakagawa et plusieurs autres faucons nationalistes, l'Association des compagnons pour une réforme libérale (自由 革新 同友会, Jiyū-kakushin dōyūkai), dirigée à cette époque, depuis la mort en janvier 1983 d'Ichirō Nakagawa, par l'écrivain Shintarō Ishihara. Mais cette faction ne survit que peu de temps à son fondateur, se divisant petit à petit. Finalement, en novembre 1984, ses derniers membres, dont Hiranuma, rejoignent le Conseil pour la nouvelle politique Seiwa (清和 政策 研究会, Seiwa Seisaku Kenkyūkai ou Seiwakai), ou « faction Fukuda » (de Takeo Fukuda, ancien Premier ministre). Finalement, en 1998, il suit Shizuka Kamei qui fonde, avec des dissidents du Seiwakai auquel il reproche notamment la position trop pro-américaine en matière de politique étrangère, et d'autres issus de l'importante faction très conservatrice de l'Institut de recherche en sciences politiques (政策 科学 研究所, Seisaku Kagaku Kenkyūjo), le Groupe pour un leadership volontaire (志帥会, Shisuikai), de tendance conservatrice voire traditionaliste et nationaliste. 
Hiranuma devient vice-ministre du Trésor du 10 novembre 1987 au 27 décembre 1988 auprès du vice-Premier ministre Kiichi Miyazawa dans le gouvernement de Noboru Takeshita. Il est ensuite ministre des Transports dans le gouvernement de grande coalition dirigé par le socialiste Tomiichi Murayama du 8 août 1995 au 11 janvier 1996. 
Le premier ministre Yoshirō Mori le nomme ministre du Commerce international et de l'Industrie dans son second gouvernement le 4 juillet 2000. Il préside ainsi à la transformation de cette institution pour en faire le nouveau ministère de l'Économie, du Commerce et de l'Industrie à partir de janvier 2001. Le successeur de Yoshirō Mori, le réformateur Jun'ichirō Koizumi, le maintient à son poste le 26 avril 2001 dans son premier gouvernement. Il démissionne toutefois pour manifester son refus de soutenir les plans de privatisation de la poste japonaise du chef du gouvernement le 22 septembre 2003, indiquant dans le même temps qu'il voterait contre Jun'ichirō Koizumi lors de l'élection pour renouveler pour 3 ans son mandat de président du PLD. L'une des principales figures des « rebelles postaux » avec Shizuka Kamei, il n'a plus le soutien du PLD durant les élections législatives du 11 septembre 2005 mais il est quand même réélu face à la kunoishi ou « assassin » (noms donnés aux candidats personnellement soutenus par Koizumi lors de ce scrutin pour tenter de conquérir les circonscriptions des principales figures de l'opposition ou des « rebelles postaux ») Toshiko Abe. Il ne rejoint toutefois pas le parti créé alors par Shizuka Kamei, le Nouveau parti du peuple (NPP), et siège comme non inscrit. 
Après les élections législatives de 2009, il crée avec d'autres députés indépendants proches de lui le groupe parlementaire baptisé « Comité pour le Bien-être des Citoyens et la Raison d'état ». 
Le 10 avril 2010, lui et plusieurs autres parlementaires, dont le « faucon fiscal » Kaoru Yosano, fondent le parti de l'aube du Japon.

### Déclarations controversées
Il a des opinions conservatrice et nationaliste, connu notamment pour ses déclarations négationnistes vis-à-vis du massacre de Nankin. Il est affilié au lobby révisionniste Nippon Kaigi. 
Le 1er avril 2006, Hiramura provoque une controverse en s'opposant à la réforme des règles de la famille impériale en prétextant que la princesse Aiko de Toshi (née en 2001) pourrait très bien épouser un « étranger aux yeux bleus » dans l'avenir,.
Durant un discours le 17 janvier 2009 à Okayama, Hiranuma critique la conseillère démocrate Renhō pour avoir soutenu une coupe budgétaire dans le programme du superordinateur du Japon en insinuant qu'elle n'aurait pas à cœur les intérêts du pays parce qu'elle a acquis la nationalité par naturalisation (étant d'origine taïwanaise par son père).

## Moritomo Gakuen
Takeo Hiranuma est un des hommes politiques qui sont intervenus dans l'achat de terrain public à prix réduit par l’école shintoïste Moritomo Gakuen, transaction qui a provoqué un scandale politique en 2017 et 2018.